# Il Forcaccio
Il Forcaccio (1132 m) è un monte dell'alto Appennino bolognese, situato nel territorio comunale di Lizzano in Belvedere e nella valle del torrente Dardagna, sul cui corso gravita a strapiombo.
Dal punto di vista orografico, Il Forcaccio è una sorta di protuberanza sud-orientale del massiccio del vicino monte Mancinello (1452 m), tant'è che di esso è spesso considerato l'anticima, sebbene la differenza di quota di più di trecento metri sia ragguardevole; è ben visibile dalla strada provinciale n.71, che costeggia il Dardagna, nei pressi della confluenza col torrente Ri. Dai suoi ripidi pendii scendono brevi ruscelli perenni che tributano praticamente subito nel Dardagna.